# Pałecznica (gemeente)
De gemeente Pałecznica is een landgemeente in het Poolse woiwodschap Klein-Polen, in powiat Proszowicki.
De zetel van de gemeente is in Pałecznica.
Op 30 juni 2004 telde de gemeente 3732 inwoners.

## Oppervlakte gegevens
In 2002 bedroeg de totale oppervlakte van gemeente Pałecznica 47,95 km², waarvan:
- agrarisch gebied: 93%
- bossen: 6%

De gemeente beslaat 11,57% van de totale oppervlakte van de powiat.

## Demografie
Stand op 30 juni 2004:
| Omschrijving                   | Totaal | Totaal | Vrouwen | Vrouwen | Mannen | Mannen |
| ------------------------------ | ------ | ------ | ------- | ------- | ------ | ------ |
| eenheid                        | aantal | %      | aantal  | %       | aantal | %      |
| inwoners                       | 3732   | 100    | 1854    | 49,7    | 1878   | 50,3   |
| bevolkingsdichtheid (inw./km²) | 77,8   | 77,8   | 38,7    | 38,7    | 39,2   | 39,2   |

In 2002 bedroeg het gemiddelde inkomen per inwoner 1314,81 zł.

## Administratieve plaatsen (sołectwo)
Bolów, Czuszów, Gruszów, Ibramowice, Lelowice-Kolonia, Łaszów, Nadzów, Niezwojowice, Pałecznica, Pamięcice, Pieczonogi, Solcza, Sudołek, Winiary.

## Aangrenzende gemeenten
Kazimierza Wielka, Proszowice, Racławice, Radziemice, Skalbmierz